# City of Night
City of Night é um romance do escritor norte-americano John Rechy, originalmente publicado em 1963 em Nova Iorque pela Grove Press. Os órgãos de comunicação Evergreen Review, Big Table, Nugget e The London Magazine publicaram trechos. 
City of Night é notável por sua abordagem investigativa e pela descrição completa de tráfico, bem como pelo estilo de narrativa em fluxo de consciência. Um dos primeiros best-sellers de temática homossexual.

## Enredo
Situado na década de 1960, o livro segue as viagens de um jovem (Rechy usa o "Youngman" termo ao se referir a traficantes) em todo o país, enquanto trabalhava como prostituta. O livro centra-se em capítulos locais que as visitas do menino e certas personagens que ele encontra lá, de Nova York, a Los Angeles, San Francisco e Nova Orleans. Ao longo do romance, o narrador sem nome tem encontros com vários personagens peculiares, incluindo um outro traficante, um homem mais velho, um entusiasta de S&M e um homem idoso acamado. Todos estes relacionamentos variaram no âmbito da sua natureza emocional e sexual, bem como na sua peculiaridade.

O livro também inclui a Rebelião de Cooper Do-nuts, que aconteceu em 1959 em Los Angeles, quando lésbicas, gays, transexuais e drag queens que frequentavam Cooper Do-nuts e que eram frequentemente assediados pelo LAPD, reagiram depois que a polícia prendeu três pessoas, incluindo Rechy. Os clientes começaram a jogar donuts e xícaras de café na polícia. O LAPD pediu reforços e prendeu vários manifestantes. Rechy e os outros dois presos originais conseguiram escapar.